# Taeniotes luciani
Taeniotes luciani là một loài bọ cánh cứng trong họ Cerambycidae.